# 블레이드 러너 블랙 아웃 2022
《블레이드 러너 블랙 아웃 2022》(영어: Blade Runner Black Out 2022)은 와타나베 신이치로가 감독한 블랙 테크 사이버 펑크 일본 애니메이션 SF 단편 영화이다. 쇼트는 2036: 넥서스 다운과 2048: 노웨어 투 런에서 라이브 액션 영화 블레이드 러너 2049의 프리킥 역할을 하는 3편의 단편 영화 중 하나다. 2017년 9월 27일 크런치롤에서 데뷔했다.

## 줄거리
블레이드 러너 사건이 있은지 3년 후, 타이렐 코퍼레이션은 일반 넥서스-8 계열의 복제물을 개발했다. 이제 복제본은 일반 사람과 동일한 자연스럽고 개방된 수명을 자랑한다. 이것은 사냥을 시작하고 복제물을 죽이기 시작한 인간 대중 사이에서 엄청난 반발을 불러 일으켰다. 이 복제자들 중 하나인 트릭시는 일련의 강도들에 의해 공격을 받았지만, 이기에 의해 구조되었다. 이기는 힘껏 군대를 해체하고 살인자를 살해한다. 이기는 그녀에게 칼란타라고 불리는 행성에서 병사였지만 그가 싸우고 살해한 적군 병사들이 또한 복제자임을 깨달을 때 버려졌다.
이기는 타이렐 코퍼레이션의 등록된 복제본 데이터베이스를 파괴하기 위해 지하 복제자 자유 이동에 의해 수행된 작업을 위해 트릭시를 모집하므로 복제자가 더 이상 사냥을 할 수 없다. 트릭시는 핵 미사일 발사 기술자이자 레플리 컨트 동조자인 렌과 친구가 된다. 렌은 시험용 미사일을 로스앤젤레스에서 폭파시키도록 방향을 바꾸고 도시를 검게칠하고 모든 전자 데이터를 지우는 것에 동의한다. 동시에 트릭시와 이기는 타이렐 코퍼레이션의 서버를 물리적으로 파괴하기 위해 연료 트럭을 납치한다. 그러나 트릭시는 이기와의 보안군과의 전투에서 사망한다. 이 작업은 서버가 파괴되고 로스엔젤레스로의 전원 공급이 중단된 상태에서 성공한 것이다. 이기는 그의 오른쪽 눈을 도주하고 제거하는 역할을 하며, 그를 복제자라고 식별할 수 있는 유일한 것이다.
끝내 내레이션에 따르면 블랙 아웃의 여파로 복제업자 생산이 금지되었고 타이렐 코퍼레이션은 파산했으며 월레스 코퍼레이션은 10년 후 새 모델을 생산하고 생산을 재개했다.

## 캐스팅
- 조반 잭슨 - 이기 시그너스 역
- 루시 크리스천 - 트릭시 역
- 브라이스 바우구스 - 렌 역
- 에드워드 제임스 올모스 - 가프 역